# Ejlon
Ejlon (hebrejsky אֵילוֹן, v oficiálním přepisu do angličtiny Elon, přepisováno též jako Eilon) je vesnice typu kibuc v Izraeli, v Severním distriktu, v Oblastní radě Mate Ašer. Význam názvu kibucu odpovídá biblickému jménu Elón.

## Geografie
Leží v nadmořské výšce 306 metrů, v hornaté oblasti v západní části Horní Galileji, cca 10 kilometrů od břehů Středozemního moře a 3 kilometry od libanonských hranic. Je situován na planině, kterou na severní straně ohraničuje údolí vádí Nachal Becet, na jižní straně obdobně prudce zahloubené údolí s tokem Nachal Kaziv. Severovýchodně od vesnice se rozkládá mírně zvlněná a zalesněná krajina, kterou k severozápadu protéká vádí Nachal Galil, jež pak u hory Har Uchman ústí do Nachal Becet.
Obec se nachází cca 7 kilometrů severozápadně od města Ma'alot-Taršicha, cca 117 kilometrů severoseverovýchodně od centra Tel Avivu a cca 35 kilometrů severovýchodně od centra Haify. Ejlon obývají Židé, přičemž osídlení v tomto regionu je převážně židovské. Zcela židovská je oblast západně odtud, směrem k Izraelské pobřežní planině, i na jižní straně. Pouze 3 kilometry na sever leží vesnice Arab al-Aramša, kterou obývají izraelští Arabové, respektive Beduíni. Centrální oblasti Galileji obývané z velké části Araby začínají až dále jihovýchodním směrem.
Ejlon je na dopravní síť napojen pomocí místní silnice číslo 899.

## Dějiny
Ejlon byl založen v roce 1938. Toto jméno si zakladatelé vesnice vybrali z jiných navrhovaných názvů (Šemar'am, Ma'ale ha-Cafon nebo Mišmar ha-Galil). Kibuc vznikl v listopadu 1938 jako opevněná osada typu Hradba a věž. Jejími zakladateli byla skupina židovských přistěhovalců z Polska, která se zformovala už roku 1932 a která se roku 1935 rozšířila o další starousedlé Židy z tehdejší mandátní Palestiny. Tito aktivisté se krátce předtím podíleli i na založení nedaleké opevněné osady Chanita. Osada zpočátku čelila nedostatku vody.
Šlo o zemědělskou komunitu hospodařící v hornatém prostředí. Roku 1944 navštívil Ejlon budoucí izraelský prezident Chajim Weizmann. Během války za nezávislost v roce 1948 byla vesnice po několik měsíců odříznuta od okolí. Děti byly mezitím evakuovány do Haify. Obléhání kibucu bylo ukončeno až v průběhu Operace Ben Ami.
Roku 1949 měl Ejlon 333 obyvatel a rozlohu katastrálního území 3 900 dunamů (3,9 kilometrů čtverečních).
Ekonomika kibucu je založena na zemědělství, průmyslu a turistickém ruchu. Počátkem 21. století kibuc prošel reformou, která odstranila některé prvky kolektivismu.
V Ejlon fungují zařízení předškolní péče, základní škola je ve vesnici Kabri. K dispozici jsou zde sportovní areály, společná jídelna a plavecký bazén.

## Demografie
Obyvatelstvo kibucu Ejlon je sekulární. Podle údajů z roku 2014 tvořili naprostou většinu obyvatel v Ejlon Židé (včetně statistické kategorie "ostatní", která zahrnuje nearabské obyvatele židovského původu ale bez formální příslušnosti k židovskému náboženství).
Jde o menší sídlo vesnického typu s dlouhodobě rostoucí populací. K 31. prosinci 2014 zde žilo 942 lidí. Během roku 2014 populace stoupla o 2,3 %.
| Rok            | 1948 | 1961 | 1972 | 1983 | 1995 | 2001 | 2003 | 2004 | 2005 | 2006 | 2007 | 2008 | 2009 | 2010 | 2011 | 2012 | 2013 | 2014 |
| -------------- | ---- | ---- | ---- | ---- | ---- | ---- | ---- | ---- | ---- | ---- | ---- | ---- | ---- | ---- | ---- | ---- | ---- | ---- |
| Počet obyvatel | 363  | 603  | 702  | 714  | 714  | 697  | 623  | 631  | 716  | 802  | 891  | 966  | 896  | 917  | 937  | 943  | 921  | 942  |